# Colquitt (Geórgia)
Colquitt é uma cidade localizada no estado americano de Geórgia, no Condado de Miller.

## Demografia
Segundo o censo americano de 2000, a sua população era de 1939 habitantes.
Em 2006, foi estimada uma população de 1920, um decréscimo de 19 (-1.0%).

## Geografia
De acordo com o United States Census Bureau tem uma área de
21,4 km², dos quais 21,4 km² cobertos por terra e 0,0 km² cobertos por água. Colquitt localiza-se a aproximadamente 40 m acima do nível do mar.

## Localidades na vizinhança
O diagrama seguinte representa as localidades num raio de 32 km ao redor de Colquitt.